# Ruta Nacional 3 (Argentina)
A Ruta Nacional 3 é uma rodovia redial argentina, que percore o país de norte a sul, desde a província de Buenos Aires até a província da Terra do Fogo.
A rodovia inicia na Ruta Provincial 4, e percore 3.074 km até a ponte sobre o Rio Lapatai. O percurso encontra-se asfaltado até o Paso Integración Austral.
A rodivia sofre uma interupção entre os km 2674 e 2696, devido à presênça do Estreito de Magalhães, por isso o acesso entre as províncias de Santa Cruz e Terra do Fuego é efetuado através do Chile, pela Ruta CH-255 e Ruta CH-257 de 57 km ao norte do Estreito e outra pavimentada com trechos de "ripio", de 148 km ao sul do mesmo. A travessia do Estreito de Magalhães realiza-se em 20 minutos por um "ferry" que percorre 4,65 km.
De acordo com o Decreto 1931 de 3 de agosto de 1983 esta rodovia chama-se Comandante Luis Piedrabuena ao sul da RN 22, a partir do km 719.

## Trechos duplicados
Os 100 km entre Buenos Aires e San Miguel del Monte são duplicados. Em 2019, o Governo Argentino estava criando uma autopista duplicada entre Cañuelas e Azul, que se localiza a 300 km de Buenos Aires. 
Nos 57 km entre as cidades de Puerto Madryn e Trelew, também há uma autopista duplicada.